# Fabián Peralta
Fabián Francisco Peralta (Rosario, provincia de Santa Fe, 30 de mayo de 1966) es un político argentino que se desempeñó como diputado nacional por la provincia de Santa Fe entre 2007 y 2015. Hasta 2007 perteneció a la Unión Cívica Radical. Más tarde, junto a Margarita Stolbizer, formaron el Partido GEN.

## Historia
Su participación política comenzó cuando se afilió como adherente al partido de la Unión Cívica Radical en 1983 cuando tenía diecisiete años de edad. Más tarde, en 1984, fue elegido Presidente del Centro de Estudiantes de la E.N.E.T. N.º 3 de Rosario, normalizándolo después de la última dictadura militar por la que atravesó Argentina. Además de su papel en la militancia estudiantil, alcanzó la presidencia de la juventud radical de la seccional quinta de Rosario.
Fabián Peralta fundó el Taller Infantil de la Libertad, una organización no gubernamental que se instaló en la ex villa La Lata de Rosario. A principios de 1990, año de su nacimiento, ese barrio de la ciudad había sido escenario de varios saqueos a supermercados.
En 1992 dirigió a jóvenes y adolescentes en la realización de la revista Kre-Siendo. La publicación se editó durante once años con más de 50 000 números en las calles, distribuidos en forma gratuita y abarcando las más variadas problemáticas jueveniles.
En febrero de 2002, junto a profesionales, dirigentes políticos y sociales funda el Centro de Estudios e Investigaciones Sociales Elvira Rawson (CEISER), dedicado a estudiar en profundidad las problemáticas de la ciudad de Rosario y de su zona. El papel de está institución se basó en la realización de encuestas para recolectar información de la realidad social. La sede de la organización se ubicó en la zona céntrica de Rosario y luego se abrieron sedes barriales.
Entre 2003 y 2007 fue director general de vecinales de la municipalidad de Rosario. Al poco tiempo fue elegido diputado nacional. Durante su primer período como legislador trabajó principalmente las problemáticas de adicciones y narcotráfico.
En 2008 funda el Partido GEN en la Santa Fe, bajo el liderazgo a nivel nacional de Margarita Stolbizer.
En 2011 es reelecto como diputado nacional al integrar la lista de candidatos del Frente Amplio Progresista encabezada por Juan Carlos Zabalza. Esta fuerza política obtuvo el 33,62 % de los votos.
El 9 de mayo de 2014, en la ciudad de Mar del Plata, fue nombrado como vicepresidente del partido GEN por los próximos dos años acompañando en la conducción a la presidenta Margarita Stolbizer.

## Actividades anuales
Desde el 2008 y una vez al año organiza el Certamen de Dibujos y Cuentos Moisés Lebensohn en el que alumnos de distintas escuelas de Rosario presentan obras literarias y de dibujo relacionadas con la temática de las adicciones.
En el año 2014 se sumó al concurso la problemática del acoso escolar, también conocido como bullying.[cita requerida]

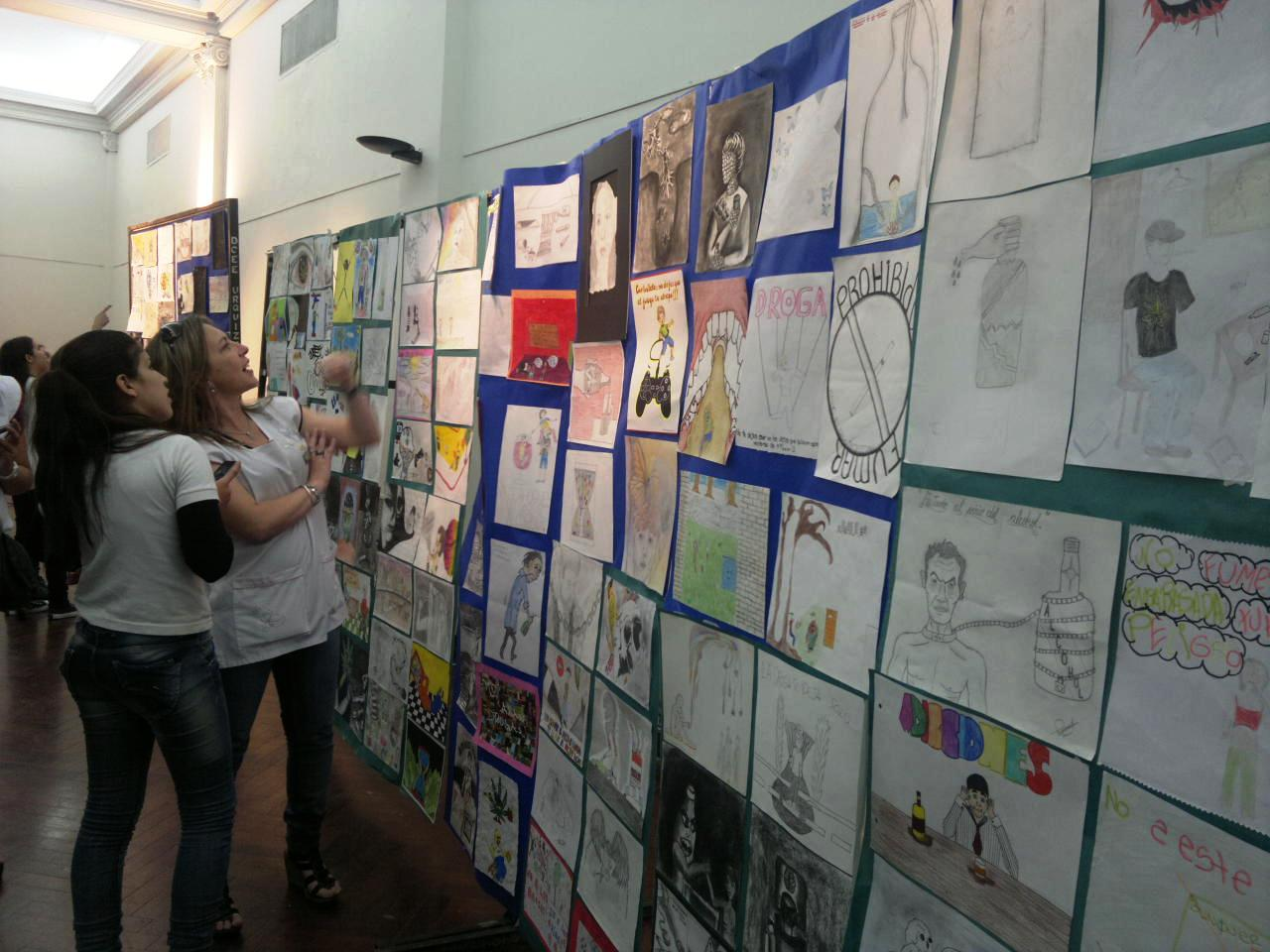
Exposición de obras de alumnos sobre las adicciones.